# Blindatge
|  | Aquest article tracta sobre les barreres físiques de protecció. Vegeu-ne altres significats a «Blindatge (aparell)». |

El terme blindatge es refereix a les barreres físiques de protecció, utilitzades en els sistemes de transport i/o combat per reduir o evitar el dany causat pel foc enemic. Els vehicles blindats s'utilitzen tant per a l'atac com per a la defensa.
El primer vehicle amb blindatge com a part de la seua estructura aparegué el 1903 i fou l'Austro-Daimler.
La majoria dels vehicles de combat blindats són fabricats amb planxes d'aliatges d'acer soldades, o més rarament a causa del seu cost, formades en una sola peça, i en alguns casos alumini o altres aliatges lleugers com fibres sintètiques. L'efectivitat relativa d'un determinat blindatge és expressada per la semblança de la seva resistència amb una planxa d'acer laminat homogeni (RHA o Rolled Homogeneous Armour).

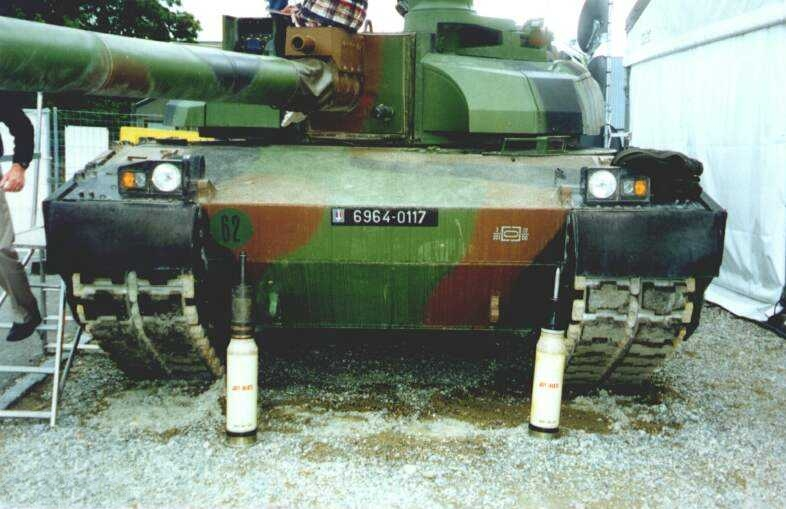
El carro de combat Leclerc utilitza blindatge compost.

Els carros no estan protegits per un blindatge de gruix uniforme, si no que el grossor depèn de la probabilitat de rebre un impacte en cada zona. Per això, la part on haurà un major nivell de protecció serà el frontal de la torreta. Hi va l'armament, i en la major part de les ocasions cal exposar aquesta zona al foc enemic al disparar. La inclinació del blindatge és variable, encara que tots els dissenys moderns la tenen, fins i tot els models amb blindatges composts, especialment difícils de modelar.
Per a aprofitar això, els carros utilitzen tot el possible la denominada posició de combat o Hull Down (buc baix); aprofitant la cobertura que oferix el terreny, com un pujol, el conductor ha d'orientar el frontal cap a l'amenaça i avançar fins que solament la torreta apunti per sobre de la cobertura. Aquesta posició permet disparar l'arma principal exposant una menor superfície als atacs, ja que el buc està protegit després de l'obstacle. També pot adoptar la posició de vigilància, en la qual solament apunten els visors de l'artiller i comandant i exposa encara menys el carro. O la posició oculta en la qual no apunta cap peça. La perícia del conductor és vital en la maniobra, ja que ha d'adoptar la posició de combat tan bé com sigui possible cada vegada. Després del tir ha de fer retrocedir el carro fins a la posició de vigilància o oculta mentre duri el procés de càrrega de l'arma principal, i repetir el procés les vegades necessàries.
La segona part més protegida és el frontal del buc. Donada la seva posició, el xassís té bastant menys blindatge que el frontal de la torreta, però sol tenir una gran inclinació que augmenta el grossor efectiu i augmenta la protecció.
Els laterals del buc i la torreta estan relativament poc protegits, en ser menys probable un impacte. Solen tenir el mateix grossor, el suficient per a oferir protecció contra armes que tinguin poca potència. Un tir d'un projectil KE o un míssil pesat que arribi a aquesta zona en perpendicular al plànol del blindatge té moltes possibilitats de provocar la destrucció del carro.
La part inferior i el sostre tenen una escassa protecció, de l'ordre d'una desena de centímetres, grossor clarament insuficient per a contrarestar qualsevol tipus d'arma anticarro encara que suficient per a protegir de metralla, granades, artilleria o explosions.
La part posterior és la menys probable a rebre atacs i per això consta d'un blindatge testimonial capaç de resistir tirs, explosions no directes, magranes i metralla. Un impacte de qualsevol arma anticarro en aquesta zona pot destruir fàcilment al tanc més modern imaginable, arribant a combustible, municions o cistella de la torreta. En tot cas la pèrdua de mobilitat li converteix en un objectiu immillorable.

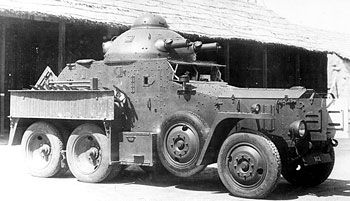
Cotxe blindat de l'època

En l'actualitat, els tancs són vulnerables als atacs especialitzats amb míssils i l'atac aeri. Durant la Segona Guerra Mundial, els coets de l'aviació van guanyar una reputació de temibles, especialment a França després de la batalla de Normandia; les anàlisis després de la guerra van revelar que moltes baixes eren tirs errats. Els canons dels avions disparaven munició perforant com el de 40 mm dels Hurricane o el de 37 mm dels Stuka també podien ser efectius. Fins i tot un còctel Molotov en la zona del motor, podia inutilitzar o destruir la majoria dels carros de combat.
Abans de la Segona Guerra Mundial, diversos dissenyadors de tancs van intentar inclinar el blindatge en carros de combat experimentals. L'èxit més famós i encertat d'aquesta idea va ser el T-34 soviètic. Posar en angle les planxes de blindatge augmentava la seva eficàcia contra projectils, ja que augmentava el seu ample efectiu perpendicular, i incrementava la possibilitat de desviament.
La infanteria lleugera també pot immobilitzar un carro de combat danyant el tren de rodatge amb armes antitancs. Per a evitar danys en aquestes zones vitals els tancs solen dur faldons blindats en els laterals protegint la suspensió i les rodes de carretera. A més oferixen protecció addicional per als laterals del buc, ja que els projectils de càrrega buida detonen al faldó, lluny encara del buc. No obstant això per als KE els faldons no oferixen més resistència que el mateix aire.
Les armes d'alt explosiu antitancs (HEAT), com el bazuca, van anar una nova amenaça en la Segona Guerra Mundial. Aquestes armes duien un cap d'atac amb una càrrega d'alt explosiu que causava grans danys. A la fi del conflicte va aparèixer una veritable revolució en municions amb la invenció del projectil HEAT de càrrega buida.
Aquesta munició consta d'un con de coure amb la part plana cap al front i el vèrtex cap enrere, envoltat d'explosiu químic, deixant la part davantera de l'ogiva buida (d'aquí ve el seu nom). Aquest espai buit és el necessari per a permetre que en impactar sobre el blindatge l'explosiu detoni i l'ona de xoc funda el con de coure des del vèrtex cap endavant, formant un doll de plasma dirigit al capdavant a una gran temperatura i velocitat de fins a 8 quilòmetres per segon que literalment fon el blindatge i fa un petit forat a través del mateix per a injectar dita plasma a l'interior del vehicle, aniquilant a la tripulació.
Fins i tot els projectils HEAT més petits perforen diverses desenes de centímetres d'acer RHA independentment de la distància de tir. Cap blindatge podia combatre els seus efectes fins que es va descobrir per casualitat, mentre s'estudiaven els efectes de projectils HEAT, que una explosió propera a l'instant d'impacte podia impedir la formació del letal doll de gasos i coure incandescent: havia nascut el blindatge reactiu o ERA. Un científic alemany va descobrir provant càrregues HEAT contra tancs russos que aquest penetrava el blindatge, però mai trobava rastre del doll de plasma en el costat oposat de l'interior de la torreta. En canvi, observava que algunes beines de projectils havien esclatat. Això li va induir a pensar que una explosió contribuïa a evitar l'efecte Munroe de les càrregues buides. Així, l'ERA constava de plaques metàl·liques aparedant explosiu plàstic, que detonava davant impactes d'un HEAT i creava una ona de xoc que desviava la força destructiva. Encara que la protecció estava lluny de ser òptima es va considerar un gran avanç, ja que afegint poc pes es millorava de forma dràstica l'efectivitat del blindatge.
No obstant això els fabricants de municions van aprendre la lliçó i van crear projectils HEAT amb cap dual; al principi del projectil havia un primer cap explosiva que detonava l'ERA, i el segon cap de guerra destruïa el carro sense problemes.
Fins a finals dels 70 ningú va ser capaç de contrarestar aquesta potència destructiva, ja que un blindatge RHA que resistís un impacte seria tan gruixut com poc pràctic en virtut del seu pes. Així van néixer els blindatges composts, dels quals el cridat blindatge Chobham va ser el primer a ser usat en un tanc fabricat en sèrie, el M1 Abrams. De composició desconeguda, solament va transcendir que es componia de capes d'acer amb ceràmica entre elles. Aquestes plaques ceràmiques oferien la millor protecció al deflectir fàcilment el doll de plasma de les càrregues buides. Posteriorment va ser equipat en el Challenger britànic, i encara s'usa avui dia en les versions modernes de les sèries M1 i en el Challenger 2, encara que amb profundes i secretes modificacions. Aquests blindatges augmentaven enormement la protecció equivalent RHA de manera que, per exemple, el frontal de la torreta del M1A1 oferia més de mil mil·límetres de protecció RHA contra projectils HEAT, ara incapaços de destruir el carro fins i tot amb caps de guerra duals. El Leclerc francès, Leopard 2 i Merkava són altres tancs pesats equipats amb moderns blindatges composts, especialment el Leclerc. És el més modern, i el seu blindatge és lleuger i molt resistent.
No obstant això l'enemic a batre pels blindatges són els penetradors cinètics o KE. Són llargues barres d'aliatges de metalls pesants estabilitzades amb aletes que concentren tot el seu pes i velocitat després del tir en una àrea molt petita, de manera que la seva enorme energia cinètica destruïx per força bruta el blindatge i introduïx restes de metralla en l'interior de l'habitacle del tanc, que reboten en les parets interiors i causen la mort dels tripulants. El gruix del blindatge és l'única protecció davant aquests bulldozers voladors, molts capaços de perforar més de 500 mil·límetres d'acer RHA a 2.000 metres i els més sofisticats d'urani empobrit superen els 800 mil·límetres de penetració en planxes RHA.
Altres projectils són més moderns, com els caps de guerra HESH utilitzen explosius plàstics que s'aixafen contra el blindatge del vehicle i detonen, descarregant una poderosa fona de xoc de tal magnitud i freqüència que provoca la deformació de la cara interior del blindatge, matant als tripulants sense necessitat de penetrar el blindatge. Com a defensa, a part del gruix del blindatge, alguns vehicles duen capes de materials anti-metralla en el seu interior, com el M1A1 HA que equipa pesades lloses d'urani empobrit.